# フェリド・ショシャネ
フェリド・ショシャネ（Férid Chouchane、1973年4月19日 - ）は、チュニジアの元サッカー選手。元チュニジア代表。ポジションはディフェンダー。

## 来歴
1994年にチュニジア代表デビュー。アフリカネイションズカップ1996では全6試合に出場、準優勝した。1998 FIFAワールドカップでもグループステージ2試合に出場した。2001年までに33試合に出場、1得点をあげた。

## 代表歴

### 出場大会
- チュニジア代表
  - 1998 FIFAワールドカップ

### 試合数
- 国際Aマッチ 33試合 1得点（1994年-2001年）[1]

| チュニジア代表 | 国際Aマッチ | 国際Aマッチ |
| 年             | 出場        | 得点        |
| -------------- | ----------- | ----------- |
| 1994           | 1           | 1           |
| 1995           | 1           | 0           |
| 1996           | 10          | 0           |
| 1997           | 9           | 0           |
| 1998           | 11          | 0           |
| 1999           | 0           | 0           |
| 2000           | 0           | 0           |
| 2001           | 1           | 0           |
| 通算           | 33          | 1           |